# Glossodoris rufomarginata
Glossodoris rufomarginata is een zeenaaktslak die behoort tot de familie van de Chromodorididae. Soms wordt deze soort verward met de Glossodoris cincta.

## Kenmerken
De slak heeft een bruine tot oranje kleur met een dunne gekartelde mantelrand, die wit en lichtoranje is. De kieuwen en de rinoforen zijn wit met bruine toppen. Ze wordt, als ze volwassen is, zo'n 5 cm lang. 

## Leefwijze
Ze voeden zich voornamelijk met sponzen.

## Verspreiding en leefgebied
Deze slak leeft in de Indische en Grote Oceaan, ze wordt aangetroffen langs de kusten van Tanzania, Australië (in het Groot Barrièrerif), Hawaï, de Filipijnen, Indonesië, de Fiji-eilanden en de Molukken. 